# Contentieux entre Apple Corps et Apple Computer
Vous lisez un « bon article » labellisé en 2010.
Apple Corps, compagnie fondée par les Beatles, et Apple Computer Inc. (devenue Apple Inc.), entreprise d’informatique, se sont opposées entre 1978 et 2007 au cours de plusieurs différends judiciaires concernant la propriété de la marque commerciale « Apple » (pomme en anglais). Le dernier épisode en est le jugement rendu le 8 mai 2006 par la Haute Cour de justice anglaise, en faveur d’Apple Computer, mais il faut attendre février 2007 pour qu’un accord final soit trouvé entre les deux parties.
Les Beatles créent, en janvier 1968, leur compagnie Apple Corps, composée de plusieurs divisions dont la maison de disques Apple Records. Son nom comme son logo (représentant une pomme Granny Smith) sont un hommage au tableau de René Magritte « Ceci n'est pas une pomme » acquis par Paul McCartney,.
Apple Computer, quant à elle, est créée le 1er avril 1976 par Steve Jobs, Steve Wozniak et Ronald Wayne, puis constituée sous forme de société le 3 avril 1977. Contrairement à Apple Corps, l’origine du nom de la firme californienne est incertaine.

## Historique

### 1978 – 1981: violation de marque commerciale
En 1978, Apple Corps dépose une plainte contre Apple Computer pour violation de marque commerciale. Un accord entre les deux parties est finalement trouvé en 1981, la firme californienne payant à la maison de disques des Beatles une somme dont le montant n’est pas divulgué à l’époque. Révélée par la suite, celle-ci atteint 80 000 dollars US. Parmi les conditions de l’accord, se trouve l’autorisation donnée par Apple Corps à Apple Computer d’utiliser le nom Apple et un logo de la forme d’une pomme. En contrepartie, la firme californienne s’engage à ne pas entrer dans le marché de la musique et de se restreindre au marché des ordinateurs et aux services qui y sont liés ; de son côté, Apple Corps s’engage à ne pas entrer dans le marché des ordinateurs.

### 1986 – 1991: Apple Computer entre dans l'audio
À partir de 1986, Apple Computer commence à équiper ses ordinateurs de capacités d'enregistrement audio et de lecture MIDI, notamment avec l'Apple IIGS équipé de la puce 5503 du constructeur Ensoniq, puce déjà présente dans les synthétiseurs du constructeur. Arrivent ensuite les Macintosh Plus, SE et II, eux aussi dotés de fonctions de lecture et de création de musique. En 1988, l'Apple MIDI Interface fait son apparition, permettant de relier des instruments de musique aux Macintosh.
Conséquence directe de ces nouvelles capacités liées à la musique, Apple Corps poursuit à nouveau Apple Computer en 1989. Ces appareils sont alors accusés par la maison des Beatles d’enfreindre l'accord passé quelques années auparavant. Un nouvel accord est finalement conclu entre les deux parties en octobre 1991. Bien que les clauses soient privées, certaines ont été révélées : en échange de 26,5 millions de dollars américains, Apple Computer obtient le droit d'utiliser son nom pour des produits ou des services permettant de reproduire, lire ou délivrer du contenu musical numérique, mais a interdiction de distribuer ou de vendre des supports physiques tels que des CD. Les Beatles, pour leur part, conservent leur droit d'usage du nom Apple, peu importe la manière dont sont utilisées leurs chansons, et ce pour tout travail artistique, existant ou à venir, dont le caractère principal est musical,.

### 2003 – 2006: iPod et iTunes Music Store
En octobre 2001, Apple Computer lance son premier baladeur numérique, l'iPod. Afin de l'alimenter en contenu, la firme californienne lance en 2003 l'iTunes Music Store, un site de vente de musique en ligne, signant une réelle entrée d'Apple Computer dans le monde de la musique. Voyant là une rupture d'accord, Apple Corps porte plainte contre Apple Computer d'une part auprès de l'United States District Court de Californie du Nord et d'autre part auprès de la Haute Cour de justice à Londres. Les deux parties conviennent cependant en septembre 2004 de fusionner les deux procès en un seul qui sera traité à Londres.
Le procès s'ouvre à Londres le 29 mars 2006 devant un juge unique de la Haute cour de justice britannique. On apprend pendant le procès qu'Apple Computer avait proposé à son homonyme un million de dollars pour racheter le nom Apple Record, un mois avant le lancement de l'iTunes Music Store, afin de pouvoir utiliser le nom Apple pour ce service.
Le juge Mann, dans son verdict rendu le 8 mai 2006, donne raison à Apple Computer, estimant qu'aucune violation d'accord n'a été démontrée. En réponse au verdict, Neil Aspinall, directeur général d'Apple Corps, indique que la compagnie n'accepte pas la décision rendue, « With great respect to the trial judge, we consider he has reached the wrong conclusion » et qu'Apple Corps amènera l'affaire devant la cour d'appel. Le verdict du jugement condamne aussi Apple Corps au remboursement des frais de justice engagés par Apple Computer, dont le montant est estimé à deux millions de livres sterling. Le juge refuse cependant, en raison de l’appel formé par Apple Corps, la requête de la firme californienne d'un paiement partiel d’un million et demi de livres sterling.
Pour l’anecdote, le verdict de ce procès est à l'origine de l'incident « Wrong Guy » sur BBC News 24 le 8 mai 2006 : à la suite d'une confusion de nom entre Guy Kewney, expert en technologies britannique invité par la chaîne pour une interview, et Guy Goma, demandeur d’emploi convoqué pour un entretien d’embauche, ce dernier est interviewé en direct et par erreur sur le procès entre les deux Apple.

### 2007: accord final
Le 5 février 2007, les deux Apple annoncent un accord, après de long débats, sur la violation de marque commerciale. Apple Computer, devenue Apple Inc. depuis le mois de janvier précédent, devient propriétaire de toutes les marques liées au nom « Apple » et licencie en retour à Apple Corps celles qui lui sont nécessaires pour exercer son activité. Cet accord met fin au procès qui opposait les deux firmes, chaque partie prenant en charge ses propres frais de justice. Apple Inc. peut ainsi continuer à utiliser son nom et son logo sur iTunes et l'iTunes Store. Bien que certains termes de l'accord soient restés confidentiels, le montant payé par Apple Inc. est estimé à cinq cents millions de dollars américains.
En avril 2007, Apple Corps et la major du disque EMI mettent aussi fin au conflit qui les oppose. À la suite de l'annonce de cet accord, les médias spéculent sur une arrivée du catalogue des Beatles sur l'iTunes Store. Ces rumeurs, bien que récurrentes, ne reposent sur aucun élément concret. Au mois de juin 2010, aucune piste ni album du catalogue des Beatles n'était disponible sur les plates-formes de téléchargement telles que iTunes ou Napster. Selon Paul McCartney, cela ne dépendrait ni d'Apple Inc, ni d'Apple Corps, qui souhaitent vivement leur sortie sur les boutiques en ligne, mais d’EMI, propriétaire des droits sur les enregistrements et qui empêcherait pour le moment, la sortie du catalogue sous forme numérique. Toutefois, les œuvres de chacun des quatre Beatles en solo sont bien présentes sur l'iTunes store, car liées par d'autres contrats que le groupe.
Le 16 novembre 2010, Apple annonce via son site web l'arrivée du catalogue des Beatles sur iTunes, soit 13 albums studio rééditées l'année précédente dans la foulée de cette saga judiciaire.